# Drymodromia trochanterata
Drymodromia trochanterata är en tvåvingeart som beskrevs av Smith 1969. Drymodromia trochanterata ingår i släktet Drymodromia och familjen dansflugor. Inga underarter finns listade i Catalogue of Life.